# Rhyssemus seineri
Rhyssemus seineri är en skalbaggsart som beskrevs av Rudolph Petrovitz 1969. Rhyssemus seineri ingår i släktet Rhyssemus och familjen Aphodiidae. Inga underarter finns listade i Catalogue of Life.